# Huttonina scutellaris
Huttonina scutellaris är en tvåvingeart som beskrevs av Tonnoir och Malloch 1928. Huttonina scutellaris ingår i släktet Huttonina och familjen Huttoninidae. Inga underarter finns listade i Catalogue of Life.